# 인권 단체
인권 단체(human rights group)는 위반 사실 확인, 사건 데이터 수집, 분석 및 출판, 제도적 옹호 활동을 수행하는 동안 대중 인식 제고, 인권 침해 중단을 위한 로비 활동을 통해 인권을 옹호하는 비정부 기구이다. 다른 NGO와 마찬가지로 인권 단체는 과세, 운영상의 제약을 포함한 법적 특성에 따라 정의된다.
1. '비정부'란 민간 주도로 설립되어 정부의 영향을 받지 않고 공적 기능을 수행하지 않는다는 의미이다.
2. 비영리 목적을 가지고 있다. 즉, 조직이 얻은 이익은 구성원에게 분배되지 않고 목적을 추구하는 데 사용된다.
3. 폭력을 사용하거나 조장하지 않으며, 범죄와 명확한 관련이 없으며,
4. 법령과 민주적이고 대표적인 구조를 갖춘 형식적 존재를 가지며, 반드시 그런 것은 아니지만 일반적으로 국내법에 따라 법인격을 향유한다.

인권 단체가 특정 사회의 다른 정치적 요소와 구별되는 점은 정치 옹호자들이 일반적으로 자신의 구성원의 권리만을 보호하려고 노력하는 반면, 인권 단체는 해당 사회 또는 다른 사회의 모든 구성원에 대해 동일한 권리를 옹호한다는 것이다. . 자신들의 개별 이익이나 프로그램을 발전시키려는 정치 집단과 달리, 인권 단체는 그러한 인권 침해가 발생하는 사회적 갈등의 모든 합법적 참가자에게 정치적 과정을 공개하려고 노력한다. 이러한 일반적으로 독립적인 초점은 인권 단체를 예를 들어 노조 구성원의 이익을 보호하는 것이 주요 목표인 노동조합과 같은 종파 및 당파 단체와 구별된다.
인권 단체는 때때로 특정 이슈에 초점을 맞춘 로비를 대표하는 인도주의 단체 및 단체와 혼동되기도 하며, 대부분은 종종 인권 침해의 원인이 되는 갈등과 관련된 정치 운동과 자신을 구별하려고 노력한다. 인권 단체는 현장 연구자로서 인권 관찰자를 통해 조사한 문제에 대한 전문 지식을 주장하는 경우가 많다. 가장 잘 알려진 국제 인권 단체 중 하나는 국제앰네스티(Amnesty International)이다. 그러나 다른 많은 단체와 마찬가지로 이 단체도 단일 이슈 옹호자가 아닌 것 외에도 명백히 인권이 아닌 이슈에도 도전했기 때문에 인권 단체의 정의를 확장했다.
영국의 인권에 관한 전당 의회 그룹과 같이 인권 그룹으로도 명명된 일부 정부 조직이 있지만 이는 주로 정책 설계 목적으로 보고 그룹이다.

## 같이 보기
- 인권 옹호자